# Championnat d'Irlande du Nord de football 1972-1973
Navigation
Édition précédente Édition suivante
Le 71e Championnat d'Irlande du Nord de football se déroule en 1972-1973. Crusaders FC remporte son premier titre de champion d’Irlande du Nord. 
Ards FC est deuxième, Portadown FC complète le podium. 
Avec 23 buts marqués,   Des Dickson de Coleraine FC remportent son troisième titre de meilleur buteur de la compétition.

## Les 12 clubs participants
- Ards FC
- Bangor FC
- Ballymena United
- Cliftonville FC
- Coleraine FC
- Crusaders FC
- Distillery FC
- Glenavon FC
- Glentoran FC
- Larne FC
- Linfield FC
- Portadown FC

## Compétition

### Les moments forts de la saison
Depuis septembre 1971, le Derry City FC est obligé de jouer ses matchs « à domicile » à Coleraine, ville située à une quarantaine de kilomètres au nord de Londonderry. En octobre 1972, face à la désertion du stade, car la majorité des supporters de Derry rechignaient pour des raisons politiques à se déplacer à Coleraine et à cause de sa situation économique, le club demanda l’autorisation de rejouer au Brandywell Stadium. En dépit d'une décision des forces de sécurité concluant que le stade de Derry n’était plus considéré comme plus dangereux que n’importe quel autre stade du championnat et d’une évolution des règles de sécurité, la demande de Derry fut rejetée lors d’un vote par ses rivaux du championnat nord-irlandais. 
Continuer à participer au championnat sans avoir de stade fixe ne pouvait être viable pour le club. Le 13 octobre 1972 Derry se retire de la Ligue professionnelle avec la perception d’y avoir été obligé faisant grandir un sentiment de persécution parmi la communauté nationaliste qui soutenait le club,. Il est remplacé par Larne FC.

### Classement
Le classement est établi sur le barème de points classique (victoire à 2 points, match nul à 1, défaite à 0).
| Rang | Équipe           | Pts | J  | G  | N | P  | Bp | Bc | Diff |
| ---- | ---------------- | --- | -- | -- | - | -- | -- | -- | ---- |
| 1    | Crusaders FC     | 32  | 22 | 14 | 4 | 4  | 50 | 22 | +28  |
| 2    | Ards FC          | 31  | 22 | 13 | 5 | 4  | 49 | 22 | +27  |
| 3    | Portadown FC     | 29  | 22 | 12 | 5 | 5  | 37 | 27 | +10  |
| 4    | Coleraine FC     | 28  | 22 | 13 | 2 | 7  | 51 | 31 | +20  |
| 5    | Linfield FC      | 27  | 22 | 12 | 3 | 7  | 38 | 29 | +9   |
| 6    | Glenavon FC      | 23  | 22 | 10 | 3 | 9  | 33 | 28 | +5   |
| 7    | Distillery FC    | 22  | 22 | 9  | 4 | 9  | 40 | 47 | -7   |
| 8    | Glentoran FC T C | 21  | 22 | 9  | 3 | 10 | 48 | 40 | +8   |
| 9    | Ballymena United | 19  | 22 | 7  | 5 | 10 | 26 | 35 | -9   |
| 10   | Bangor FC        | 18  | 22 | 5  | 8 | 9  | 28 | 32 | -4   |
| 11   | Cliftonville FC  | 7   | 22 | 3  | 1 | 18 | 18 | 66 | -48  |
| 12   | Larne FC         | 7   | 22 | 2  | 3 | 17 | 28 | 67 | -39  |

| Légende : Qualifications et relégations | Légende : Qualifications et relégations                                      |
| --------------------------------------- | ---------------------------------------------------------------------------- |
|                                         | Coupe d'Europe des Clubs champions 1973-1974                                 |
|                                         | Coupe d'Europe des vainqueurs de coupe 1973-1974                             |
|                                         | Coupe UEFA 1973-1974                                                         |
|                                         | Relégation en deuxième division                                              |
|                                         | T : Tenant du titre C : Vainqueurs de la Coupe d'Irlande du Nord de football |

## Bilan de la saison
| Tableau d'Honneur                         |              |
| Compétition                               | Vainqueur    |
| Championnat d'Irlande du Nord de football | Crusaders FC |
| Coupe d'Irlande du Nord de football       | Coleraine FC |

| Promotions et relégations |       |
| Relégués                  | Aucun |
| Promus                    | Aucun |

## Statistiques

### Meilleur buteur
- Des Dickson, Coleraine FC, 23 buts